# Správní poplatek
Správní poplatek je dobrovolná ekvivalentní platba, kdy zaplacením poplatku obdrží žadatel určitou protihodnotu. Smyslem poplatků je vybrat od žadatele určitý finanční obnos za provedení výkonu ve veřejné správě v zájmu žadatele. Správní poplatky jsou vybírané také obcemi při přeneseném výkonu státní správy.
Správní poplatky řadíme pod správní právo. Správní právo upravuje veřejnou správu, respektive soubor správních norem, které upravují organizaci a činnost veřejné správy. Jeho funkcí je regulovat společenské vztahy, které vznikají ve sféře a při výkonu veřejné správy.

## Zákon o správních poplatcích
Zákon č. 634/2004 Sb., o správních poplatcích, upravuje správní poplatky a výkon jejich správy, zejména jejich vyměřování a vybírání orgány moci výkonné a orgány územních samosprávních celků v oblasti státní správy. Správní poplatky se platí dle sazebníku poplatků uvedeného v příloze zákona o správních poplatcích.
Poplatníkem správního poplatku je fyzická nebo právnická osoba, která podala návrh k provedení úkonu správnímu úřadu. Poplatky se platí konkrétnímu správnímu úřadu, který výkon provede. Poplatky nabývají splatnosti (nutnosti zaplacení) před provedením úkonu. Pokud poplatník nezaplatí poplatek ve stanovené lhůtě, vyzve ho příslušný úřad, aby tak učinil do 15 dnů ode dne, který následuje po zaslání výzvy k zaplacení. Pokud není správní poplatek stále uhrazen, může správní úřad zastavit správní řízení nebo daný úkon neprovede.
Finanční úřady provádějí dozor nad správními úřady. Kontrolují, zda jsou poplatky vybírány ve správné výši, jsou včas placeny a vybírány. Pokud byla objevena chyba při vybírání poplatků, je na ni správní úřad upozorněn a musí sjednat nápravu. Pokud dojde k promlčení práva na vymáhání poplatku, musí nedoplatek doplatit správní úřad.
Poplatky se platí převážně v české měně. Poplatky úřadům sídlícím na území České republiky lze platit kolkovými známkami, jestliže poplatek nepřesáhne hodnotu 5 000 Kč. V ostatních případech se poplatky platí na účet státního rozpočtu.
Osvobození od poplatků jsou:
- státní orgány a státní fondy,
- diplomatická zastupitelství cizích států a delegovaní diplomatičtí zástupci, konzulové z povolání a další osoby, jsou-li státními příslušníky cizích států a požívají-li výsady a imunity podle mezinárodního práva, je-li zaručena vzájemnost a nejde-li o úkony prováděné v osobním zájmu nebo k osobnímu prospěchu těchto osob,
- územní samosprávné celky a jejich orgány, požadují-li provedení úkonů souvisejících s výkonem státní správy, kterým jsou pověřeny,
- právnické osoby, požadují-li provedení úkonů souvisejících s výkonem státní správy, kterým jsou pověřeny,
- fyzické nebo právnické osoby, stanoví-li tak mezinárodní smlouvy a ujednání, kterými je Česká republika vázána.[2]

## Oblasti placení správních poplatků
Oblasti, ve kterých se platí správní poplatky dle zákona č. 634/2004 Sb., o správních poplatcích:
- ověřování listin a dokumentů
- matrika a městské úřady
- úřady státní správy
- stavební úřad
- podnikání a živnost
- školství a akreditace
- myslivost, rybaření, střelba
- daně a finance
- pasy
- povolení k pobytu
- víza
- ochranné známky, průmyslové a užitné vzory, patenty

## Příklady konkrétních správních poplatků dle sazebníku poplatků
- Vydání potvrzení o nezadluženosti nebo o stavu osobního daňového účtu	300 Kč
- Nahlédnutí do živnostenského listu 20 Kč
- Ohlášení změny trvalého pobytu 50 Kč
- Vydání stejnopisu rodného, oddacího nebo úmrtního listu 100 Kč
- Ověření stejnopisu, opisu, kopie 30 Kč/stránka
- Udělení státního občanství 10 000 Kč